# الفانج توز

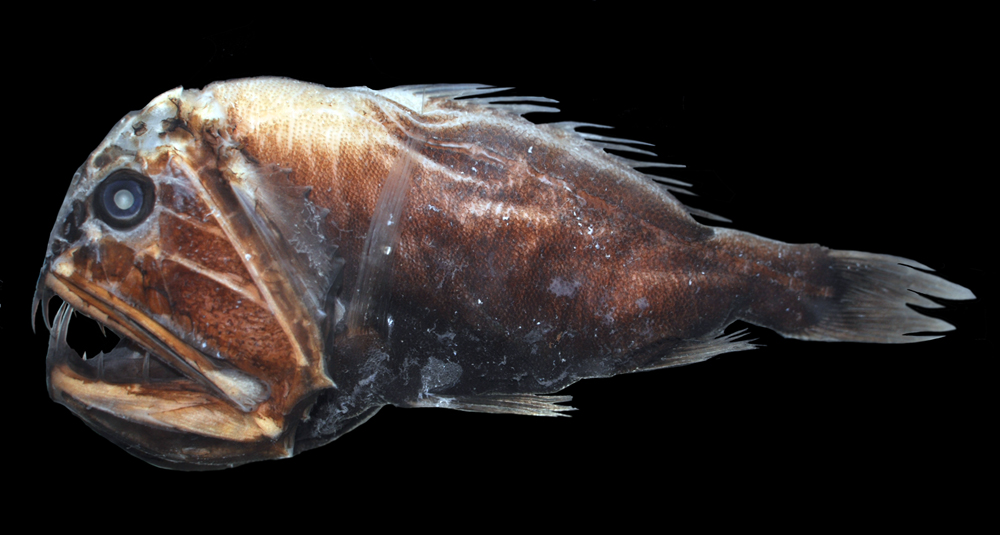

الفانج توز هي سمكة تعيش في أعماق المحيط. لعمق يصل إلى ما يقرب من 5000 متر تحت سطح البحر، وتمتلك هذه السمكة شكلا مميزا وعجيبا حيث أنها تمتلك أسنان[ ؟ ] ذات حجم كبير للغاية تجعلها لا تستطيع أن تغلق فمها لذلك فهي ذات شكل مخيف. يصل متوسط طول هذه السمكة إلى 18 سنتمر 18 سـم (7.1 بوصة); وبعضا منها يكون نصف هذا الطول. تملك هذه السمكة رأس صغير ويبدو فكها منهكا نظرا لشكل أسنانها.